# Arthrocephalus gambiensis
Arthrocephalus gambiensis ist ein bei Mangusten in Afrika und Asien auftretender Hakenwurm und einziger Vertreter der Gattung Arthrocephalus. Die Erstbeschreibung basierte auf einer im Londoner Zoo verstorbenen, zuvor aus Afrika importierten Manguste. Der Parasit besiedelt den Dünndarm, ausnahmsweise kann er auch im Lebergewebe gefunden werden.

## Merkmale
Charakteristisch für die Gattung sind die aus sechs miteinander verbundenen Platten bestehende Mundkapsel und ein deutlicher Dorsalkonus.
Arthrocephalus gambiensis ist ein kleiner, dünner Hakenwurm mit typisch rückenwärts aufgebogenem Vorderende. Die Mundkapsel ist trichterförmig, die Halspapillen sind klein.
Männchen sind 5,63 bis 5,98 mm lang und 0,16 mm dick. Die Halspapillen liegen etwa 0,4 mm hinter dem Vorderende. Die Bursa copulatrix besteht aus zwei großen Seiten- und einem kleinen Dorsallappen. Die Ventralrippen sind eng verbunden und trennen sich erst an den Enden. Die Dorsalrippe zeigt eine Zweiteilung am Ende und beide Äste eine Dreiteilung an der Spitze. Die Lateralrippen haben einen gemeinsamen Stamm. Nahe der Verbindung zwischen Dorsal- und externodorsaler Rippe ist ein prominenter Genitalkonus ausgebildet. Die fadenförmigen Spicula sind 0,29 mm lang und an der Spitze leicht gebogen. Das Gubernaculum liegt nahe am Ursprung der externodorsalen Rippen, ist röhrenförmig und 0,04 mm lang.
Weibchen sind 5,6 bis 8,1 mm lang, die Halspapillen liegen etwa 0,6 mm hinter dem Vorderende. Die Vulva befindet sich 3,69 bis 5,49 mm hinter dem Vorderende. Sie führt in die 0,05 mm lange Vagina. Der Uterus ist 0,18 bis 0,24 mm lang und ist mit 14 bis 16 µm großen Eiern gefüllt. Der Schwanz ist 0,13 mm lang und geht in eine 14 bis 16 µm lange Spitze über.

## Systematik
Die Gattung wird von Hodda (2022) in die Tribus Ancylostomatini und hier in die Untertribus Arthrocephalinii eingeordnet. Die zwischenzeitlich ebenfalls in die Gattung eingeordneten Arten Arthrocephalus lotoris und Arthrocephalus maxillaris wurden in die Gattung Placoconus überführt.